# Nephelistis
Nephelistis is een geslacht van vlinders van de familie Uilen (Noctuidae), uit de onderfamilie Hadeninae.

## Soorten
- N. camura Draudt, 1924
- N. clauda Schaus, 1894
- N. congenitalis Hampson, 1905
- N. conservulodes Druce, 1905
- N. differens Druce, 1889
- N. fluminalis Dognin, 1911
- N. furva Schaus, 1903
- N. noctivaga Schaus, 1911
- N. oomae Dyar, 1916
- N. orbicularis Zerny, 1916
- N. perfurva Dyar, 1915
- N. persimilis Draudt, 1924
- N. poliorhoda Druce, 1908
- N. pulcherrima Köhler, 1947
- N. ruficana Druce, 1908
- N. sabatta Dyar, 1918
- N. schedogymnopis Dyar, 1924
- N. spadix Draudt, 1924
- N. stellans Draudt, 1924
- N. vellerea Schaus, 1894